# Charles E. Burchfield
Charles Ephraim Burchfield (* 9. April 1893 in Ashtabula Harbor, Ohio; † 10. Januar 1967 in West Seneca, New York) war ein US-amerikanischer Maler. Er gilt als bedeutender Vertreter des Amerikanischen Regionalismus.

## Leben und Werk

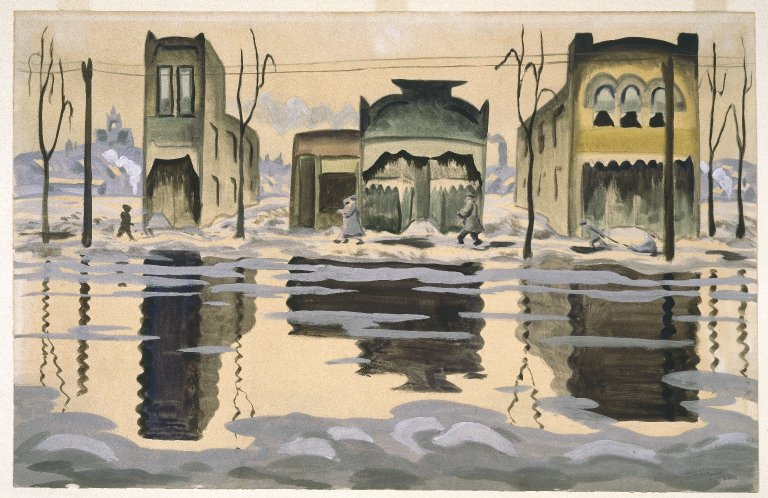
February Thaw (ca. 1920), Brooklyn Museum

Burchfield studierte von 1912 bis 1916 am Cleveland Institute of Art. In den Anfangsjahren seiner Karriere prägten expressive und phantastische Elemente seinen Malstil. In den 1930er Jahren entwickelte er jedoch eine realistischere Malweise, ohne die Expressivität seiner frühen Werke vollständig aufzugeben.
Er arbeitete fast ausschließlich in der Technik des Aquarells und wurde zum Hauptvertreter einer Gruppe von Malern, die als Regionalisten bezeichnet wurden. Burchfield erlangte besondere Bekanntheit für seine Darstellungen der Prärien des Mittleren Westens und der Straßen von Buffalo, in denen er neue künstlerische Wirkungen erzielte.
Nach 1940 wandte sich Burchfields Schaffen verstärkt einem lyrischen Stil zu. Ein charakteristisches Werk dieser Phase ist das 1943 gemalte Bild Vorfrühling, das sich heute im Metropolitan Museum of Art in New York befindet. Dieses Werk zeichnet sich durch eine Stilisierung aus, die an die frühen Zeichentrickfilme Walt Disneys erinnert.
1960 wurde Burchfield zum Mitglied der American Academy of Arts and Sciences gewählt.